# CW Leonis

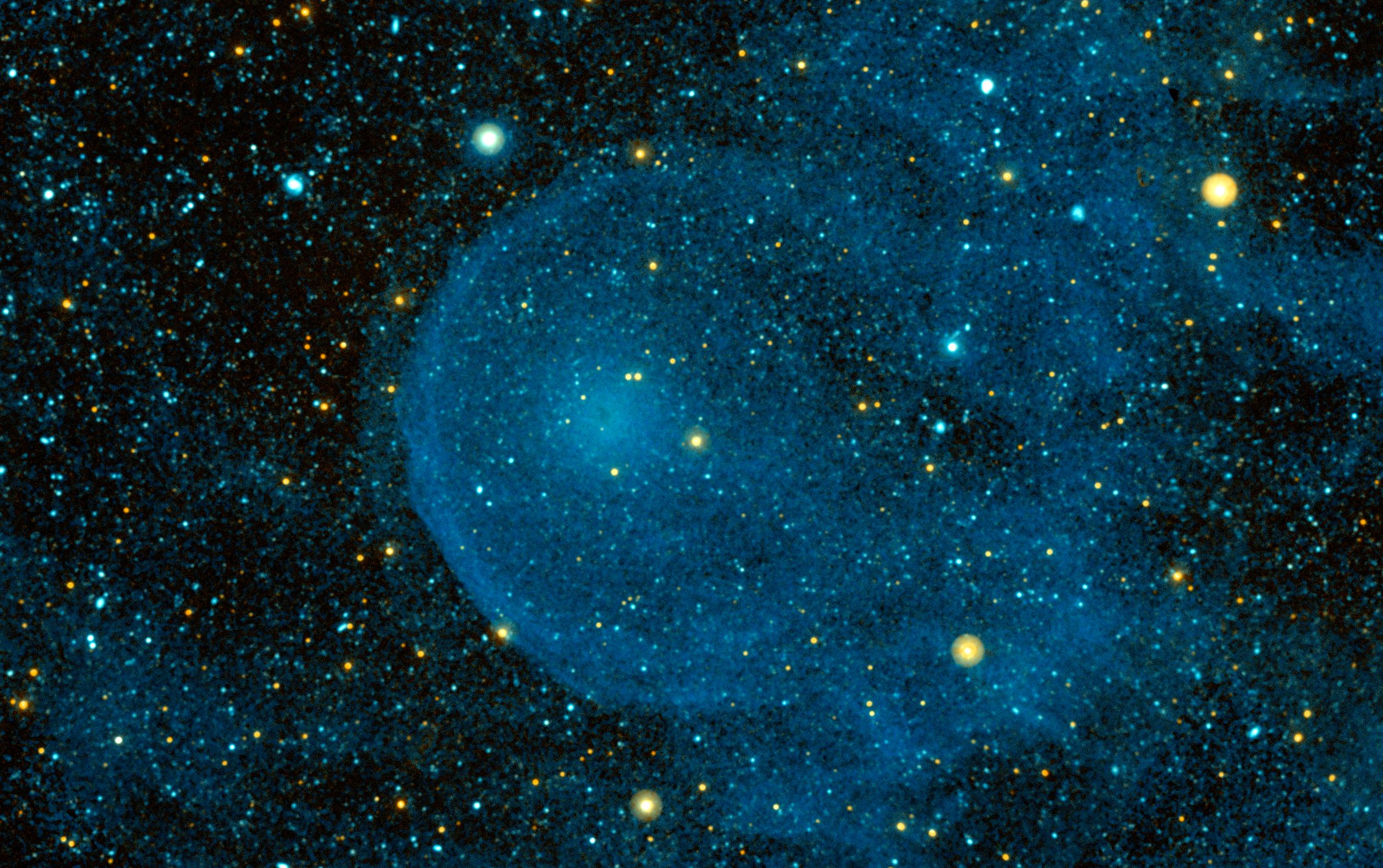
CW Leonis

CW Leonis (IRC +10216 / CGCS 2619) es el nombre de la estrella de carbono más conocida y estudiada, que se encuentra en la constelación de Leo. Aunque visualmente es una estrella muy tenue, es, después de Eta Carinae, el objeto extrasolar más brillante del cielo en longitud de onda de 10 μm, ya que emite la mayor parte de su energía como radiación infrarroja.
Se encuentra aproximadamente a 490 años luz del sistema solar.
De tipo espectral C9.5e o CV7, CW Leonis muestra una relación entre los contenidos de carbono y oxígeno de 1,4.
Tiene una temperatura superficial de tan sólo 1915 K y es una supergigante cuyo radio es 826 veces más grande que el radio solar.
Su luminosidad bolométrica es 17.000 mayor que la luminosidad solar.
Como otras estrellas semejantes, CW Leonis pierde masa estelar a un fuerte ritmo; cada año pierde el equivalente a 3,3 × 10-5 masas solares.
Se encuentra envuelta por un caparazón de gas y polvo formado por material arrastrado por el viento estelar. En el caparazón se han detectado, entre otros elementos, carbono, nitrógeno, oxígeno, silicio, hierro y también agua. Se piensa que es un raro caso de protonebulosa planetaria, un sistema en una primera fase de evolución hacia una nebulosa planetaria. En el transcurso de los próximos 10.000 - 30.000 años, CW Leonis morirá dejando tras de sí una nebulosa planetaria y una enana blanca.
Como estrella variable, CW Leonis es una variable Mira con un período de 630 días cuyo brillo varía entre magnitud aparente +10,96 y +14,8.